# Arnold Dolmetsch
Eugène Arnold Dolmetsch, né le 24 février 1858 au Mans, mort le 28 février 1940 à Haslemere (Angleterre), franco-suisse naturalisé britannique, est un violoniste, facteur d’instruments, et concertiste pratiquant la musique d'avant le XIXe siècle. Sa vie durant, il œuvre pour la réhabilitation de la musique pré-classique avec des instruments et pratiques appropriés à l'époque de sa composition.

## Biographie
Arnold Dolmetsch est né dans une famille de musiciens. Son grand-père, Friedrich Rudolf Dolmetsch, élevé par le compositeur zurichois Johann Heinrich Egli (1742-1810), apprit à ses propres enfants à jouer Bach au clavicorde. Son père, Rudolf Arnold (1827-1874), quitta la Suisse pour Le Mans (Sarthe) où il entra dans l'entreprise Armand Guillouard, facteur d'orgues et de pianos. Rudolph épousa la fille d'Armand, et Eugène Arnold Dolmetsch naquit le 24 février 1858.

### Études
Enfant, il étudie le violon et accompagne son grand-père dans ses tournées d'entretien des orgues de la région. À 14 ans, il quitte le lycée du Mans avec d’excellentes notes et entre officiellement dans l'entreprise comme apprenti. Il joue dans les ensembles familiaux et dans l'orchestre local.
À 19 ans, il tombe amoureux de Marie Morel, pianiste. La famille Dolmetsch s'opposant à cette union, le couple se marie à Londres et passe quelques mois aux États-Unis avant de regagner l'Europe. Pour parfaire ses études musicales, Arnold entre au Conservatoire de Bruxelles. À cette époque, ses préférences musicales allaient vers Brahms et Berlioz.
Il étudie le violon avec Henri Vieuxtemps et, en 1881, entre au Conservatoire Royal où il obtient d'excellents résultats. Il y côtoie quelques rares musiciens intéressés par la musique pré-classique. Le directeur, François Gevaert, lui enseigne l'importance de l'ornementation et éveille en lui un intérêt pour les instruments anciens. Le Conservatoire organise un « concert historique » avec de la musique de Rameau, Haendel, Lully, Guédron, Bach, Couperin, Boccherini, Scarlatti, Van den Gheyn et L. Jouret (professeur), jouée sur clavecin, virginal, orgue positif, régale et violes de gambe. Bien qu'impressionné par la musique, il lui resta un sentiment que « quelque chose n’allait pas ». Il entre dans l’orchestre du conservatoire, et avec quelques amis, joue sur des instruments de la collection historique. Marqué par une présentation catastrophique des instruments « anciens », il est convaincu de la nécessité d'en apprendre le jeu avec la même exigence que pour les instruments « modernes ».
Ses études à Bruxelles terminées, il part à Londres pour entrer au nouveau « Royal College of Music » (RCM) (1883).

### Londres
En 1885, il accepte un poste de professeur de violon au Dulwich College (au sud de Londres). Pour permettre aux élèves de jouer rapidement des airs simples, il pose des frettes amovibles sur les violons (méthode recommandée par John Playford (XVIIe siècle), suivant l'usage courant sur les violes). Lors du concert de fin d’année 1890, les enfants ont joué du Purcell, avec des partitions copiées sur des manuscrits de la bibliothèque du Royal College.
À partir de 1888 paraissent chez Novello ses propres éditions des sonates de Corelli et de Haendel.
En 1889, ayant déjà restauré une épinette et un clavecin, il achète et restaure une viole d'amour, vendue comme « alto ». Il cherche des partitions pour cet instrument dans les bibliothèques, sans succès ; mais il trouve quantité de partitions pour ensemble de violes de gambe. Rejetant l'idée de ressusciter ce répertoire avec des instruments modernes, il crée un ensemble de violes avec épinette, et forme Marie, sa fille Hélène et quelques élèves à leur jeu. L'étude de The Division Viol (1669) de Christopher Simpson lui permet de jouer correctement cet instrument.
Peu après, il achète un luth et apprend à en jouer à partir des « méthodes » anciennes. Il en construit une copie, terminée en 1893.
Il entame une série de concerts avec sa famille ; bientôt il obtient du succès dans certains milieux, notamment auprès des partisans de l'important mouvement Arts & Crafts de tendance artisanale et anti-industrielle. The Times soutient ses démarches, grâce à leur critique musical George Bernard Shaw, qui devient un ami personnel. Par contre, il est ignoré par l'establishment musical, à part quelques musicologues spécialisés qui font appel à lui pour illustrer leurs conférences.
Aux concerts de 1894, on pouvait entendre de la musique non seulement anglaise, mais aussi italienne (Frescobaldi, Cesti, Corelli, Vivaldi, Picchi, Caroso, Caccini et les Scarlatti) et française (Adrian Le Roy, Valet, de la Barre, Rameau, Rivière, du Fresnay, Couperin et Marin Marais — "un compositeur important... dont la découverte est entièrement due à M. Dolmetsch", selon The Times).
Il fabrique son premier clavecin à l'instigation de William Morris pour l'importante exposition « Arts and Crafts » tenue en 1896. L'exposition s'ouvre avec un concert-démonstration donné par Arnold, Hélène et sa deuxième femme Élodie, avec une musette de Couperin pour clavecin et viole d’amour et un Concert de Rameau.

### États-Unis
En 1903 et 1905, il entreprend des tournées de concerts aux États-Unis, qui remportent un grand succès. Il s'installe dans le pays et devient responsable du département « clavecins » du facteur de pianos Chickering & Sons (en) à Boston (Massachusetts), dont le catalogue inclut « clavicorde, virginal, clavecin, ottavina (une petite épinette), épinette, théorbe, luth, harpe éolienne, psaltérion, luth et viole de gambe ». Chickering lui organise des concerts dans le Chickering Hall de Boston et lui laisse une grande liberté pour faire des tournées. Il fait appel aux musiciens du Boston Symphony Orchestra pour étoffer l'ensemble.
À la suite de la crise de 1910, Chickering est obligé de revoir la qualité de ses instruments à la baisse et d’abandonner la production des clavecins. Dolmetsch décide de rentrer en Europe. Avant de partir, il donne une série de douze conférences à l'université Harvard, La musique ancienne et ses instruments ; partant de la musique du temps de Henri VIII, il termine avec J.S. Bach et la transition vers la musique de Haydn.

### France
Dolmetsch rentre en France en 1911, pour accepter un poste similaire chez Gaveau à Fontenay-sous-Bois. Il peut toujours s'absenter pour donner des concerts, à la salle Gaveau, aux soirées « Le Five o'clock du Figaro », et même des tournées en Angleterre. Pour ses instruments, au lieu d'une simple finition en laque, il adopte le style français du XVIIe siècle qu'il conservera après son retour en Angleterre . En même temps, il travaille sur son livre The Interpretation of the Music of the XVIIth and XVIIIth Centuries, le premier texte moderne qui explique les usages de l'époque pré-classique. Au bout de son contrat de trois ans, Dolmetsch décide de rentrer en Angleterre.

### Angleterre

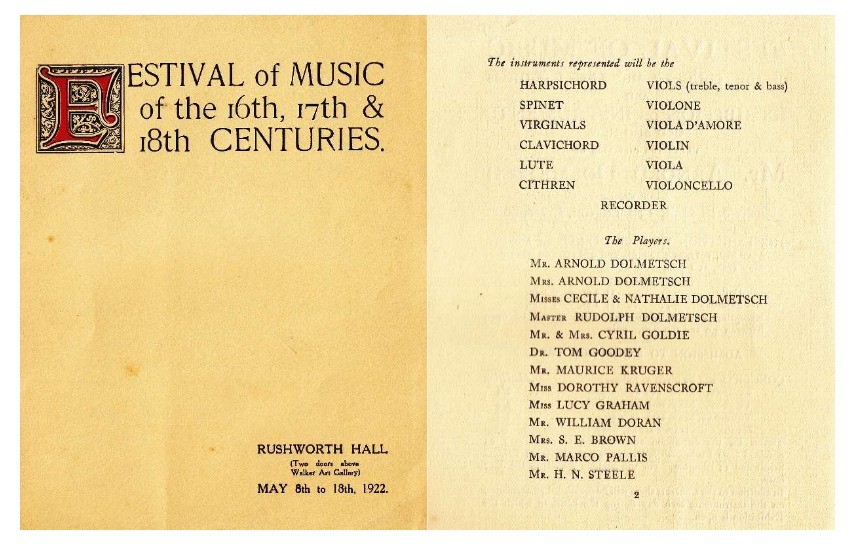
Programme d'un concert donné à Liverpool (1922), coorganisé avec Cyril et Mary Goldie.

Après quelques années à Hampstead, la famille s'installe à Haslemere (au sud-est de Londres), où Arnold établit un atelier. Il donne des cours de violon dans les écoles, les violons pour débutants étant toujours pourvus de frettes. En 1919, après un concert, il perd sur un quai de gare sa flûte à bec de Bressan (début XVIIIe siècle). Il se met alors à en construire une – qui est peut-être la première flûte à bec des temps modernes. Il n'y voit pas d'avenir commercial ; les doigtés étaient considérés comme « difficiles, nécessitant étude » et il n'existait pas de méthode moderne.  
En 1925, il organise le premier « Haslemere Festival » : deux semaines de concerts commentés avec visites de son atelier. Le festival deviendra un événement annuel. Le programme inclut le Concerto pour clavecin, deux flûtes à bec et cordes (Brandebourgeois no 4) de J. S. Bach. Le facteur allemand Peter Harlan (en) achète un ensemble d’instruments, qu'il copie en « simplifiant » les doigtés (avec des effets néfastes pour la sonorité) ; c'est une réussite commerciale et musicale en Allemagne. Les ateliers Dolmetsch se rattrapent dans les années 1930, avec les doigtés justes, et Arnold devient président de la nouvelle « Society of Recorder Players ».
Un groupe d'amis, d'élèves et de musiciens avertis financent et créent en 1928 « La Fondation Dolmetsch » afin d’encourager, préserver et diffuser ses actions et recherches, et de faire face aux coûts de fonctionnement et d'agrandissement de l'atelier,.
Le 17 septembre 1930, Arnold Dolmetsch prend la nationalité britannique.
Dans les années 1930, il recrée les harpes celtiques (galloises, irlandaises et écossaises) et propose un déchiffrement de la tablature des bardes.
Sa famille participe à des enregistrements pour le Columbia History of Music by Ear and Eye, sur disques 78 tours. Plus tard, Arnold se lance dans un projet d'enregistrement des 48 préludes et fugues du "Clavier bien tempéré", mais son âge et son état de santé ne lui permettent pas de le terminer.
En 1937, le Royaume-Uni lui accorde une pension sur la bourse royale ; en 1938, la France le décore de la Légion d'Honneur ; en 1939, l'université de Durham lui attribue un Doctorat de Musique honoris causa.
Arnold Dolmetsch s'éteint le 28 février 1940.

### Famille
Arnold se marie trois fois :

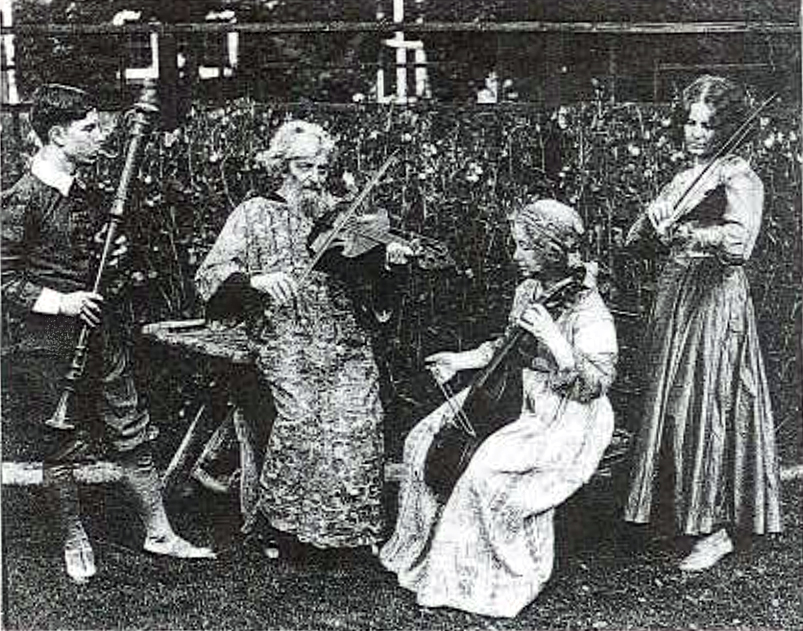
En famille, 1928.

- Marie Morel, veuve, remariage 1878 (Londres), séparation 1893, divorce 1898 (Zurich). Mère de Hélène. Pianiste, elle joue aussi de la viole et l'épinette dans l’Ensemble Dolmetsch. Elle n'approuve ni les orientations musicales d'Arnold, ni ses amis « bohèmes », ni son accaparement de l'espace domestique par ses travaux d'atelier[33].
  - Une fille, Hélène, (1878 – 1924), née à Nancy, où résident les parents de Marie. Violoncelliste[34] et gambiste. Dès 11 ans, elle joue régulièrement avec l'ensemble[35]. Elle a beaucoup souffert de la séparation de ses parents et du remariage d'Arnold.

- Élodie Désirée Dolmetsch, mariage 1899 (Zurich), divorce 1903 (Zurich). Ex-femme d'Edgard Dolmetsch, frère d'Arnold. Elle arrive en Angleterre en 1895 pour gérer la maison après le départ de Marie ; pianiste, elle maîtrise rapidement le clavecin et rejoint l'ensemble[36]. Après son divorce, Élodie fait des tournées de concert en Angleterre et en Amérique du Sud avant de rentrer en France, où elle obtient un certain renom en tant que claveciniste[37].

- Mabel Johnston (1874-1963), mariage 1903. Grâce à un ancien élève de Dulwich College, elle contacte Arnold en 1896 pour étudier le violon ; Arnold la réoriente vers la basse de viole et le violon[38]. Ses travaux sur la danse des XVe et XVIe siècles font autorité[39]. Ces recherches sont appuyées par Arnold, pour lequel la connaissance des pas de danse aide à l'interprétation de la musique. Quatre enfants[40] :
  - Cécile (1904 - 1997) née à Dorking, Angleterre ; soprano, spécialiste du pardessus de viole.
  - Nathalie (1905 - 1989) née à Chicago, États-Unis ; gambiste. Elle traduit en anglais le « Traité de la viole » de Jean Rousseau.
  - Rudolph (1906 - 1942) né à Cambridge, Massachusetts, États-Unis ; claveciniste, gambiste, compositeur. Il aborde peu à peu la musique « moderne » pour devenir chef d'orchestre. Mort en mer.
  - Carl (1911 - 1997) né à Fontenay-sous-Bois, France ; gambiste et spécialiste de la flûte à bec (fabrication aussi bien que jeu). Il en augmente le répertoire, commandant des œuvres à plusieurs compositeurs, par exemple Lennox Berkeley, Francis Chagrin, Jean Françaix. Au décès de son père, il prend en main la gérance des ateliers Arnold Dolmetsch Ltd. Nathalie, Cécile et Carl restent très impliqués dans l'entreprise familiale et le « Haslemere Festival » jusqu'à leurs décès dans la dernière décennie du XXe siècle.

### Caractère & critiques
Arnold était irascible et intolérant envers ceux qui n'épousaient pas sa vision. Avec ses élèves, il pouvait être charmant ou au contraire très dur. On pouvait rentrer en grâce en lui parlant en français.
Ses concerts souffraient quelquefois de manque de préparation et de répétition ; il était capable, sur scène, de s'arrêter et de reprendre la pièce au début.
Violoniste de formation, ses prestations aux claviers, au luth et à la flûte à bec pouvaient laisser à désirer, mais il savait en tirer une sonorité admirable.

## Quelques élèves ou clients notables
William Boxall (dates incertaines) Violoniste d'orchestre, « mauvais élève » à Dulwich College, s'est réveillé grâce à l'enseignement de Dolmetsch. Il joua du violon et de la viole dans l’ensemble Dolmetsch,, ainsi que dans plusieurs orchestres dont le London Symphony Orchestra à partir de 1918.
George Bernard Shaw (1856-1950) Critique musical et dramaturge « progressiste ». Il possédait un clavicorde et une flûte à bec.
Ferruccio Busoni (1866-1924), compositeur, pianiste, et chef d'orchestre. Lors d’une tournée de concerts aux États-Unis (ca.1908), Chickering lui offrit un clavicorde et un clavecin. Il en étudia la technique avec Dolmetsch,.
Dorothy Swainson (1882-1939), pianiste de concert expérimentée, elle rencontra Arnold à Paris en 1911 pour étudier des pièces de Rameau. Au premier rendez-vous, pour lui expliquer l'ornementation d'une simple gavotte, Arnold lui joua du clavicorde ; elle passa commande immédiatement et devint ensuite la première clavicordiste professionnelle. Elle resta liée d'amitié avec Arnold jusqu'à la fin de sa vie .
Pauline Aubert (1884-1979), claveciniste française. Élève de Jean Huré et d'Arnold Dolmetsch, elle a fait plusieurs enregistrements des compositeurs français.
Marco Pallis (1895-1989) mystique, alpiniste, gambiste, fondateur de l'« English Viol Consort ». Il étudia avec Dolmetsch au début des années 1920 et fut très impliqué dans la création de la Fondation Dolmetsch. Professeur à la Royal Academy of Music.
Günter Hellwig (1903-1985) facteur de violons et violes à Lübeck, Allemagne. À partir de 1928, il travailla durant quatre ans à Haslemere, avant de fonder son propre atelier.
Diana Poulton (en) (1903-1995) luthiste ; auteur de plusieurs méthodes et études, elle forma une nouvelle génération de luthistes anglais. Elle étudia le luth avec Dolmetsch vers 1922-1925 avant de faire ses propres recherches, notamment à partir des œuvres des luthistes français Adrien le Roy et Marin Mersenne. En 1926, elle commença sa carrière de concertiste à la BBC et, en 1929, elle enregistra des disques pour « La voix de son maître ». Elle jouait au « Haslemere Festival » à partir de 1935. Cofondatrice de la « Lute Society » (1956). Sa biographie du compositeur John Dowland est importante, ainsi que son édition de ses œuvres,,.
Robert Goble (1903-1991) facteur de clavecins et de flûtes à bec à Oxford. Il travailla dans les ateliers Dolmetsch à la fin des années 1920 ; il y rencontra sa femme Elizabeth Brown qui y étudiait le clavecin et la viole, et qui prit part à plusieurs concerts à Haslemere.
Antoine Geoffroy-Dechaume (1905-2000), musicologue, claveciniste, organiste et compositeur français. Les Geoffroy-Dechaume étaient voisins des Dolmetsch à Fontenay-sous-Bois; musiciens, ils ont acheté une épinette Gaveau. Le jeune Antoine fut très influencé par l'interprétation d'Arnold du « Petit Livre d'Anna Magdalena Bach ».
John Challis (1907-1990), facteur américain, pianiste et organiste de formation. Il passa quatre ans dans les ateliers Dolmetsch. De retour aux E-U. en 1944 il créa sa propre entreprise à Ypsilanti, Michigan.
Robert Donington (1907-1990), musicologue, auteur de « The interpretation of early music » (Faber 1963, 1974, 1992) et de nombreuses autres publications. Professeur à l'University of Iowa, E.U.
Suzanne Bloch (1907-2002), luthiste suisse-américaine. Fille du compositeur Ernest Bloch, elle étudia le piano avec Nadia Boulanger. En 1934, souhaitant apprendre le luth, elle contacta Dolmetsch. L'année suivante, elle joua au festival de Haslemere avec Diana Poulton avant de retourner à New York pour commencer sa carrière de concertiste.
Ralph Kirkpatrick (1911-1984), claveciniste américain ; il fit des études en France avec Wanda Landowska, puis avec Dolmetsch en 1932. Il prit des leçons de clavicorde et commanda un instrument. En 1948, il acquit le clavecin Chickering no 60 ayant appartenu à Busoni, dont il dit « … les clavecins de Chickering étaient très remarquables pour leur époque, car [...] ils étaient les seuls instruments [comparables] aux clavecins du 18ème siècle ».

## Publications
- A. Corelli, Twelve Sonatas, deux vol., ed. A. Dolmetsch, Londres, Novello, 1888.
- H. Purcell, Fourteen pieces for the violin. Accompagnement piano, marques d'expression, coups d'archet et doigtés par A. Dolmetsch, Londres, Novello, 1892.
- Select English Songs and Dialogues of the 16th and 17th Centuries, Londres, Boosey & Co, 1898.
- Twelve easy pieces, Londres, Novello, 1904.
- (en) The Interpretation of the Music of the Seventeenth and Eighteenth Century, Londres, Novello, 1915,, rév. 1946 — rééd. 1969 préfacée par R. Alec Harman (University of Washington Press).
- A. Corelli, Six trios pour deux violons et violoncelle ou piano, ed. avec accompagnement piano, A. Dolmetsch, Londres, Novello.
- Haendel, Six Sonatas, accompagnement piano par A. Dolmetsch, Londres, Novello